# Caponina darlingtoni
Caponina darlingtoni är en spindelart som beskrevs av Bryant 1948. Caponina darlingtoni ingår i släktet Caponina och familjen Caponiidae. Inga underarter finns listade.